# 경주 서부동 석불좌상
경주 서부동 석불좌상(慶州 西部洞 石佛坐像)은 대한민국 경상북도 경주시에 있는 석불이다. 1985년 8월 5일 경상북도의 문화재자료 제12호로 지정되었다.

## 참고 자료
- 경주서부동석불좌상 - 국가유산청 국가유산포털